# Linkin Park Underground 15
Linkin Park Underground 15 (abreviado como LPU 15) é o décimo sétimo CD lançado pela banda americana de rock Linkin Park para o seu fanclub oficial, o LP Underground. O EP foi lançado em novembro de 2015.
A versão inicial do CD contém seis demos, que vão desde os dias do pré-Linkin Park em 1998 até as sessões do Living Things em 2011. As seis últimas faixas foram lançadas duas vezes por semana, levando ao lançamento do Underground no próximo ano. Este lançamento marca a primeira vez desde o LPU X que um CD LPU não estave disponível separadamente na loja LPU.

## Gravação
O LPU 15 contém uma arte criada por Mike Shinoda num projeto chamado "Pods", que foi dividido em três faixas para o lançamento. Também está incluído, no lançamento inicial, uma demo completa das sessões de Minutes to Midnight, intitulado "Chance of Rain"; uma pequena semente feita por Shinoda durante as primeiras sessões de escrita de A Thousand Suns, chamado "Basil" e uma demo do Living Things intitulado "Animais".
No que diz respeito sobre as "faixas para download", é uma demo do pré-Linkin Park chamado "Hurry", que contém elementos encontrados em outra demos pré-Linkin Park, como "So Far Away". Outra duas demos de pré-Linkin Park foram lançados, intitulados "Grr" e "Chair" que é uma demo de "Part of Me". Uma demo das sessões finais de Meteora foi lançado, intitulado "Attached", e mais duas demos da A Thousand Suns foram lançados, "TooLeGit" e "Grudgematch".
Todas as faixas foram tocadas em 23 de outubro de 2015 no Bernie Grundman Mastering.

## Faixas
| Edição Padrão  |                              |         |  |
| N.º            | Título                       | Duração |  |
| 1.             | "Animals" (2011 Demo)        | 2:58    |  |
| 2.             | "Basil" (2008 Demo)          | 0:50    |  |
| 3.             | "Pods 1 of 3" (1998 Demo)    | 1:33    |  |
| 4.             | "Pods 2 of 3" (1998 Demo)    | 1:56    |  |
| 5.             | "Pods 3 of 3" (1998 Demo)    | 1:55    |  |
| 6.             | "Chance of Rain" (2006 Demo) | 3:59    |  |
| Duração total: | Duração total:               | 13:54   |  |

| Faixas para Download |                                  |         |  |
| N.º                  | Título                           | Duração |  |
| 1.                   | "TooLeGit" (2010 Demo)           | 2:05    |  |
| 2.                   | "Grudgematch" (2009 Demo)        | 1:13    |  |
| 3.                   | "Hurry" (1999 Demo)              | 2:34    |  |
| 4.                   | "Grr" (1999 Demo)                | 0:26    |  |
| 5.                   | "Attached" (2003 Demo)           | 3:28    |  |
| 6.                   | "Chair" ("Part of Me" 1999 Demo) | 1:57    |  |
| Duração total:       | Duração total:                   | 11:43   |  |

Nota: O LPU 15 é o primeiro CD exclusivo do fanclub a apresentar 6 faixas desde o Sweet Hamster Like Jewels from America! de 2008.